# 基拉尼 (溫哥華)
基拉尼是加拿大卑詩省溫哥華的一個社區，位於該市的東南角。它位於菲沙河上方山脊的南坡，包含一系列單戶住宅及一些多戶住宅，以及菲沙河濱區（Fraserlands）發展項目的聯排別墅及高層建築。

## 地理
基拉尼社區包括被稱為善普連嶺的區域，從菲沙河向北延伸，沿著東41街及京士威道到達其北部邊界，並從界限街（Boundary Road；溫哥華東部與本拿比的邊界）延伸到西部邊境包括義律街（Elliott Street）及維維安街（Vivian Drive）在內的一條線。該社區主要建在菲沙河的斜坡上，向南穿過列治文，集中在魯拔街（Rupert Street；與49街附近的卻雅街合併）周圍。
該社區擁有許多綠地，因其為溫哥華最晚發展的地區之一。

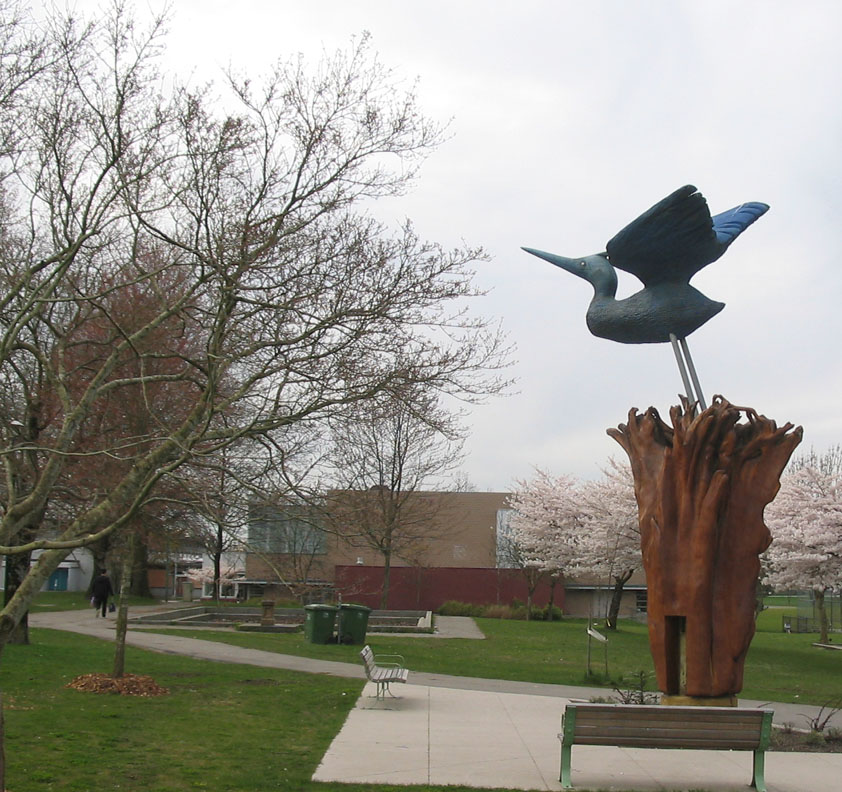
基拉尼社區中心的雕塑，其中鳥隻現已移除

## 外部連結
- City of Vancouver - Killarney
- Killarney/Champlain Heights at discovervancouver.com
- Killarney Community Centre （页面存档备份，存于）